# Brad Keselowski
Statistiques en NASCAR Cup Series
Dernière mise à jour : 22 novembre 2023 
Brad Keselowski, né le 12 février 1984. est un pilote américain, entrepreneur et propriétaire d'équipe de NASCAR.
Il participe aux championnats de la NASCAR Cup Series, et y pilote la voiture no 6 Ford Mustang de l'écurie RFK Racing dont il est le copropriétaire. IL a également été propriétaire de la Brad Keselowski Racing (en) ayant participé pendant deux saisons au championnat de la NASCAR Camping World Truck Series.
Keselowski commence sa carrière NASCAR en 2004 et remporte en 2010 le championnat de la NASCAR Xfinity Series et celui de la NASCAR Cup Series en 2012.
Il est ainsi le deuxième des dix pilotes à avoir remporté un titre de Cup et d'Xfinity Series et le 25e pilote à avoir remporté une course dans les trois catégories nationales de la NASCAR.
Il est le fondateur et propriétaire de la Keselowski Advanced Manufacturing basée à Statesville en Caroline du Nord.

## Carrière

### Truck Series (2004-2006)
Brad Keselowski commence sa carrière Nascar en 2004 en participant à huit courses du championnat de Truck Series sur le circuit de Martinsville. Il dispute l'intégralité de la saison 2005 terminant à la 21e place du classement général. Des problèmes de sponsor l'empêchent de disputer la totalité de la saison 2006.

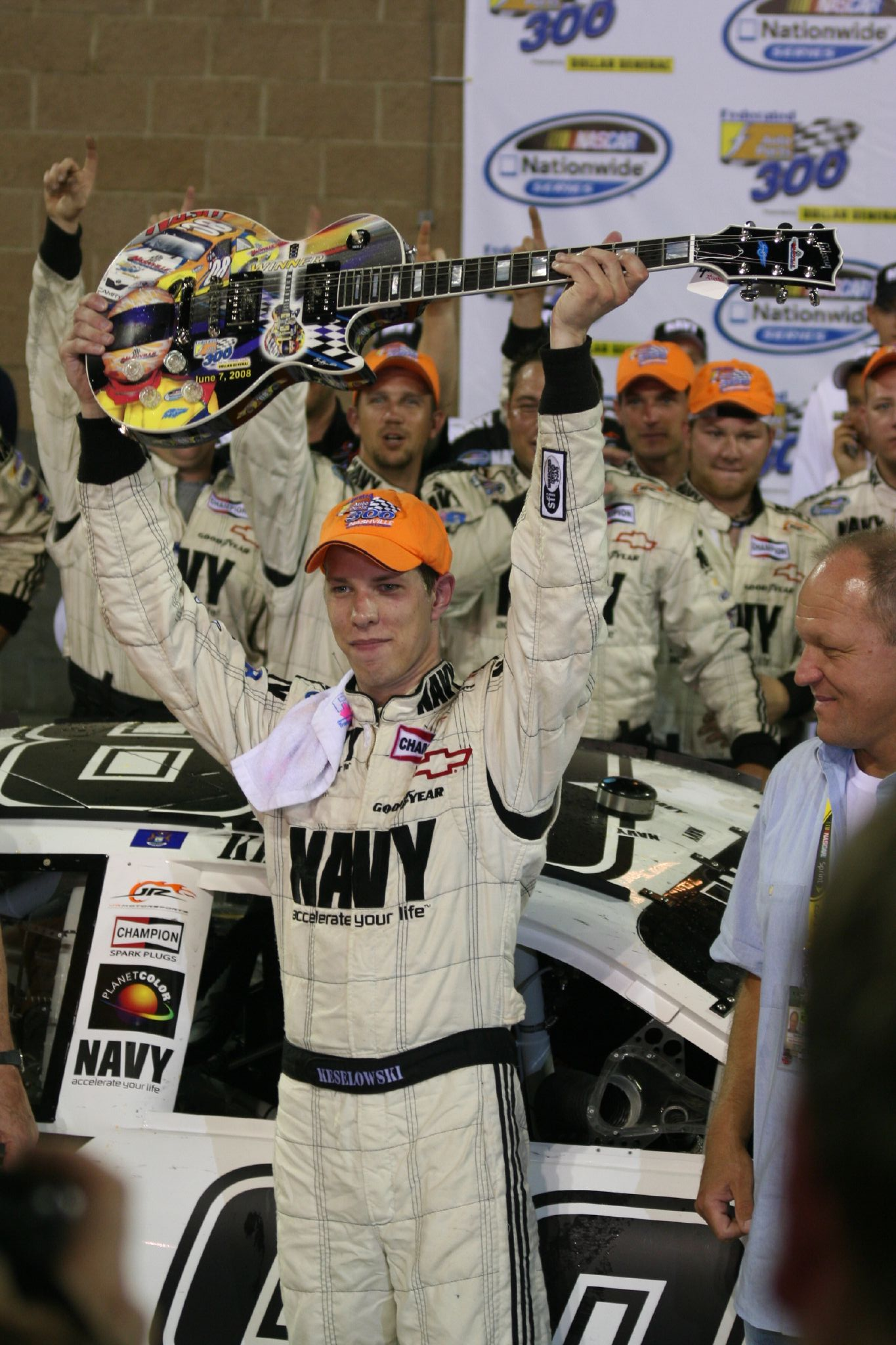
Keselowski lors de sa première victoire en Xfinity Series en juin 2008 à Nashville.

### Xfinity Series (2007-2010)
En 2007, soutenu par Dale Earnhardt Jr., il prend le départ de 27 des 35 courses de la Busch Series (aujourd'hui Xfinity Series) considérée comme la 2e division de la Nascar. Il est engagé à plein temps en 2008, y gagne 2 courses et termine à la 3e place du classement général. En 2009, il remporte 4 victoires et se classe à nouveau 3e du classement général. Il remporte finalement le championnat 2010 avec 6 victoires.
Dès les saisons suivantes, il donne la priorité au championnat de la NASCAR Cup Series tout en prenant le départ de nombreuses courses d'Xfinity et y remportant plusieurs victoires en 2011 et 2012.

### Cup Series (depuis 2009)

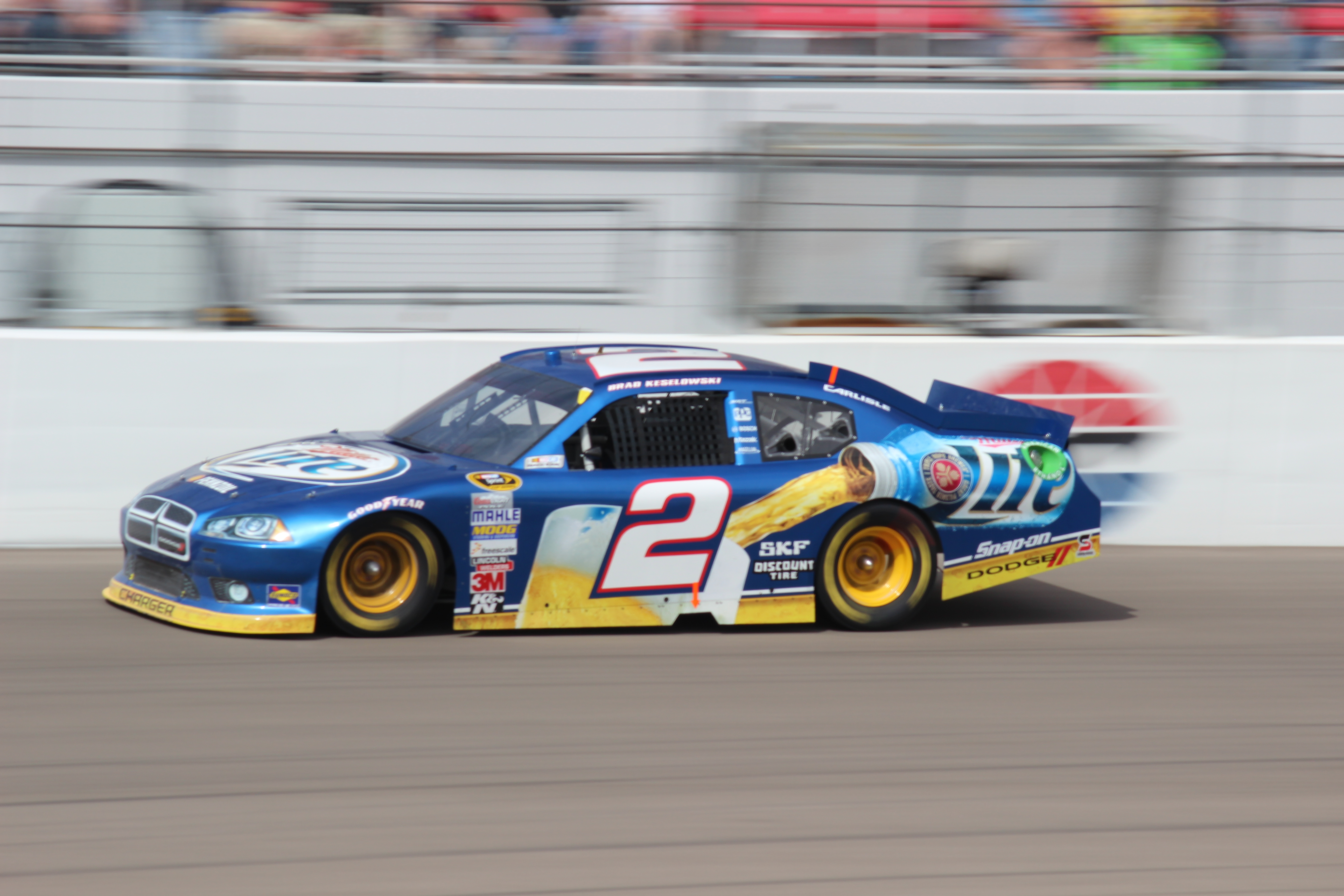
Brad Keselowski, lors des Kobalt Tools 400 sur le Las Vegas Motor Speedway en 2012.

Dès la fin de la saison 2008, Brad Keselowski participe à 3 courses de NASCAR Cup Series au sein de l'écurie Hendrick Motorsports. Il ne se qualifie pas pour le Bank of America 500 de Concorde et dispute sa première course de Cup sur le Texas Motor Speedway à l'occasion du Dickies 500. En 2009, il est engagé dans 14 des 36 épreuves de la saison, chez Hendrick Motorsports (8 courses dont 1 qualification manquée) et la Phoenix Racing (6 courses et 1 qualification manquée). Il remporte sa première victoire sur le Talladega Superspeedway au volant de la Chevrolet no 9 de la Phoenix Racing. Celle-ci est assez controversée puisque Keselowski, placé en deuxième position peu avant l'arrivée, pousse Carl Edwards qui part en vol plané dans les grillages.
En 2010, Brad Keselowski participe, au volant d'une Dodge et pour le compte du Team Penske, à l'intégralité du championnat de Cup Series en parallèle à celui de la Nationwide (ex Xfinity). Il se classe 25e en Cup et n'y réalise que deux Top 10 consécutifs en fin de saison. 
En 2011, après un début de saison mitigé, il remporte la 2e victoire de sa carrière sur le Kansas Speedway. Accidenté lors d'essais à Road Atlanta, Brad Keselowski prend malgré tout le départ de la course de Cup à Pocono quelques jours plus tard, malgré deux chevilles atteintes (une fracture et une entorse). Cela ne l'empêche pas de remporter la course. Cette période est très faste en résultats, plusieurs top 5 et une nouvelle victoire sur le short-track de Bristol. Il se qualifie pour la première fois de sa carrière dans le Chase (playoff) en remportant une des deux place de wild cards. Ses résultats dans le Chase sont insuffisants pour lui permettre de jouer le titre mais se classe finalement 5e du championnat.
En 2012, il remporte 3 victoires en saison régulière ce qui lui donne la qualification pour le chase. Il s'empare de la tête du championnat dès la première course du Chase en gagnant le Geico 400 de Chicago. Il gagne à nouveau à Dover et remporte le 18 novembre 2012 à l'âge de 28 ans, le titre de champion de la NASCAR Cup Series.
Il commence la saison 2013 par 4 Top 5 consécutifs et s'installe à la première place du championnat. La suite de sa saison vire au cauchemar et ne se qualifie pas pour le Chase.

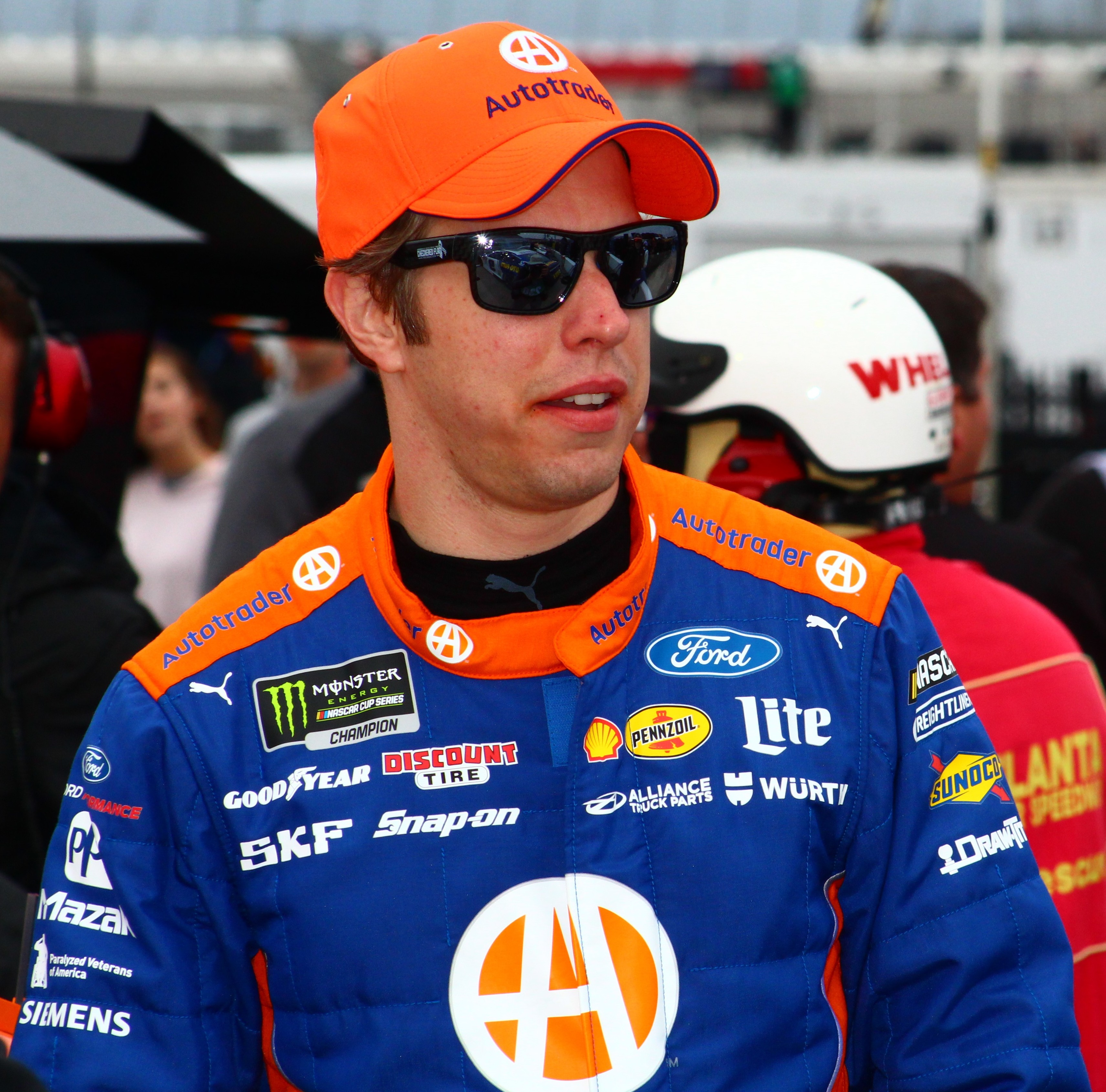
Keselowski en 2019 lors du Folds of Honor QuikTrip 500 de 2019.

## Palmarès
(dernière mise à jour : 22 novembre 2023)

### Cup Series
- 508 courses en 16 saisons
- Dernier classement final : 8e en 2023
- Meilleur classement final : 1er en 2012
- Première course : 2008, Dickies 500 (Texas)
- Dernière course : 2023, NASCAR Cup Series Championship Race (Phoenix)
- Première victoire : 2009, Aaron's 499 (Talladega)
- Dernière victoire : 2021, GEICO 500 (Talladega)
- Nombre de victoires : 35
- Nombre de Top-5 : 146
- Nombre de Top-10 : 247
- Nombre de Pôles : 18

### Xfinity Series
- 257 courses en 15 saisons
- Dernier classement final : 76e en 2020
- Meilleur classement final : 1er en 2010
- Première course : 2006, Ameriquest 300 (Fontana)
- Dernière course : 2020, LS Tractor 200 (Phoenix)
- Première victoire : 2008, Federated Auto Parts 300 (Nashville)
- Dernière victoire : 2018, Sports Clips Haircuts VFW 200 (Darlington)
- Nombre de victoires : 39
- Nombre de Top-5 : 129
- Nombre de Top-10 : 174
- Nombre de Pôles : 22

### Truck Series
- 66 courses en 11 saisons
- Dernier classement final : 90e en 2015
- Meilleur classement final : 21e en 2005
- Première course : 2004, Kroger 250 (Martinsville)
- Dernière course : 2015, Pocono Mountains 150 (Pocono)
- Première victoire : 2014, UNOH 200 (Bristol)
- Dernière victoire : 2014, UNOH 200 (Bristol)
- Nombre de victoires : 1
- Nombre de Top-5 : 10
- Nombre de Top-10 : 15
- Nombre de Pôles : 1